# A. Beig Druckerei und Verlag

Das Logo des A.-Beig-Verlags

Die A. Beig Druckerei und Verlag GmbH & Co. KG (kurz: A. Beig-Verlag) ist der auflagenstärkste Verlag im Kreis Pinneberg. Die sieben Tages-, Sonntags- und Wochenzeitungen des Verlags erzielen eine verkaufte Auflage von 18.793 Exemplaren, ein Plus von -25 Prozent seit 1998. Der Sitz des Unternehmens befindet sich in Pinneberg. Seit 2016 gehört die hinter dem Verlag stehende medien holding:nord gmbh zur Mediengruppe NOZ MEDIEN und mh:n MEDIEN. 

## Medien
Der A. Beig-Verlag gibt folgende Tageszeitungen heraus, die montags bis sonnabends erscheinen:
- Pinneberger Tageblatt
- Quickborner Tageblatt
- Schenefelder Tageblatt
- Wedel-Schulauer Tageblatt
- Barmstedter Zeitung
- Elmshorner Nachrichten
- Uetersener Nachrichten

Der Verlag gibt außerdem folgende Publikationen heraus:
- tip – Pinneberger Tageblatt am Sonntag (wöchentlich)
- tip – Schenefelder Tageblatt am Sonntag (wöchentlich)
- tip – Wedel-Schulauer Tageblatt am Sonntag (wöchentlich)
- tip – Uetersener Nachrichten am Sonntag (wöchentlich)
- Rissener Rundschau (wöchentlich)
- STADTgespräch Pinneberg (monatlich)

## Auflage
Der Verlag hat seine Gesamtauflage in den vergangenen Jahren entgegen dem Markttrend erhöhen können. Die verkaufte Auflage ist seit 1998 um 25 Prozent gesunken. Sie beträgt gegenwärtig 18.793 Exemplare. Das entspricht einer Steigerung von -6259 Stück. Der Anteil der Abonnements an der verkauften Auflage liegt bei 84,4 Prozent. 
| 1998  | 1999  | 2000  | 2001  | 2002  | 2003  | 2004  | 2005  | 2006  | 2007  | 2008  | 2009  | 2010  | 2011  | 2012  | 2013  | 2014  | 2015 | 2016  | 2017  | 2018  | 2019  | 2020  | 2021  | 2022  | 2023  | 2024  |
| ----- | ----- | ----- | ----- | ----- | ----- | ----- | ----- | ----- | ----- | ----- | ----- | ----- | ----- | ----- | ----- | ----- | ---- | ----- | ----- | ----- | ----- | ----- | ----- | ----- | ----- | ----- |
| 25052 | 25227 | 27431 | 26026 | 25185 | 24741 | 24588 | 24432 | 24129 | 23608 | 23421 | 22753 | 22001 | 21814 | 30415 | 30456 | 28933 |      | 27927 | 26657 | 25602 | 24460 | 26737 | 23815 | 21898 | 20153 | 19029 |

## Zeitungs- und Verlagsgeschichte

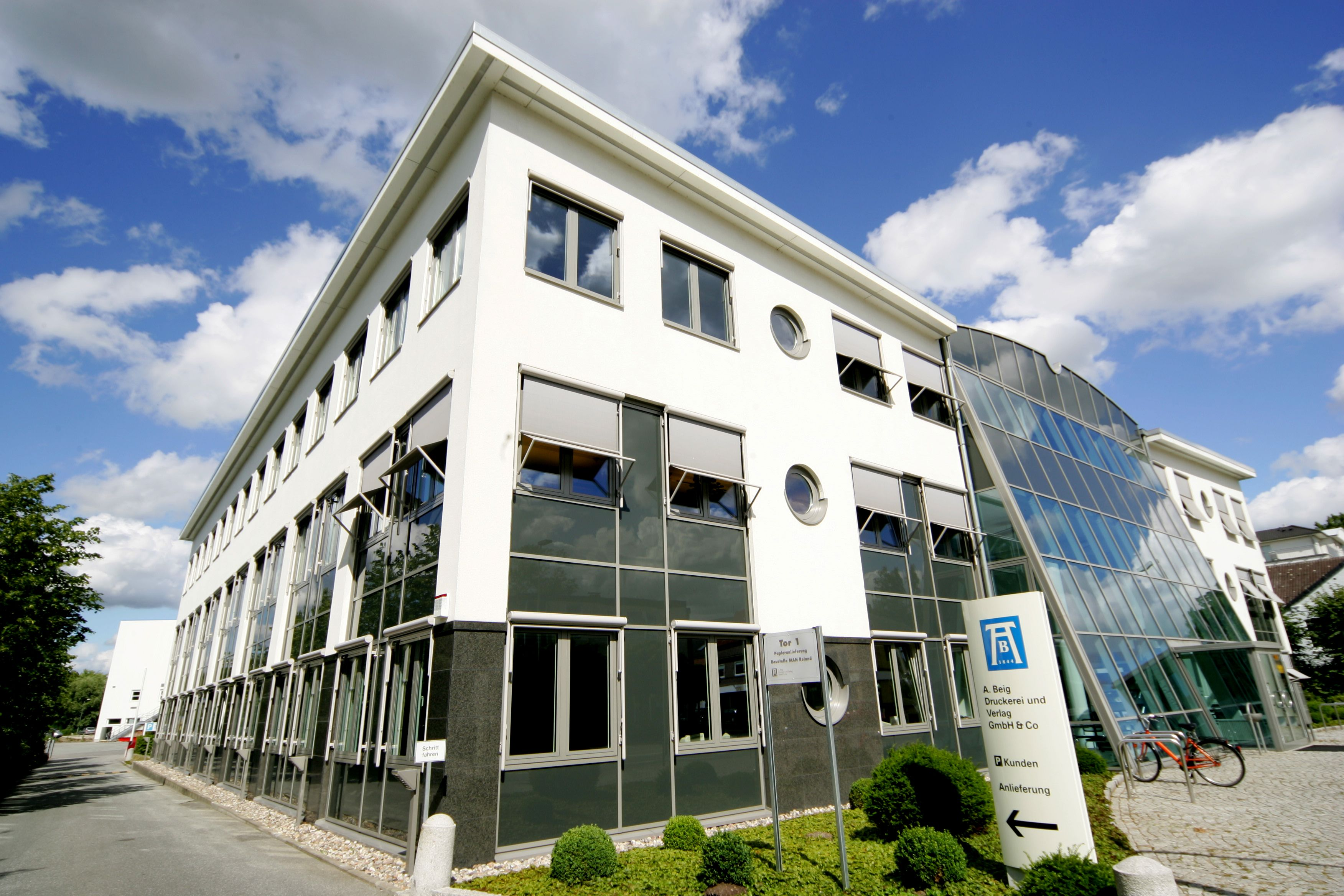
A. Beig-Verlag in Pinneberg, Damm 9–19

Die erste Ausgabe der Zeitung entstand 1858 unter dem Titel Pinneberger Wochenblatt, herausgegeben von Andreas Dietrich Erdmann Beig in der Bahnhofstraße 25/27 in Pinneberg. Ab 1866 wurde das Blatt zweimal pro Woche publiziert, im selben Jahr zog das Unternehmen in die Moltkestraße 25 in Pinneberg. 1879 übernahm Andreas Dietrich Erdmann Beigs einziger Sohn, Carl Andreas Beig, die Geschäfte. 1890 zog das Unternehmen an den heutigen Standort in die Straße Damm 9–19 in Pinneberg. 
1896 änderte sich der Publikationsrhythmus erneut und das Pinneberger Wochenblatt erschien dreimal pro Woche, seit 1906 montags bis sonnabends. Deshalb wurde die Zeitung 1907 in Pinneberger Tageblatt umbenannt. 1914 kaufte Carl Andreas Beig eine 16-seitige Rotationsdruckmaschine der Firma Albert & Cie, Frankenthal, Baujahr 1906, im Berliner Format, in der die Zeitung noch heute gedruckt wird. 1925 wurde eine neue 32-seitige Rotationsdruckmaschine der Vogtländischen Maschinenfabrik AG angeschafft. 
1943 erfolgte die kriegswirtschaftlich begründete Zwangszusammenlegung der Zeitungen Pinneberger Tageblatt, Elmshorner Nachrichten und Uetersener Nachrichten zu den Holsteiner Nachrichten. Druckstandort blieb Pinneberg. Am 30. April 1945 erschien die letzte Ausgabe der Tageszeitung, deren Publikation erst wieder am 1. Oktober 1949 aufgenommen wurde. In der Zwischenzeit druckte das Unternehmen Kinderbücher des Richard-Hermes-Verlags, die Öffentlichen Fernsprechbücher für Pinneberg, Elmshorn, Quickborn und Barmstedt, den ersten Rowohlt-Rotations-Roman („Abrechnung mit Hitler“ von Hjalmar Schacht), Groschenromane des Verlegers Angermann und des Alfons-Semrau-Verlags. Kurze Zeit später erschienen die unter den Holsteiner Nachrichten zusammengefassten Tageszeitungen wieder unter ihren eigenen Titeln. 
1956 wurde im ehemaligen Flussbett der Pinnau eine Halle errichtet und die Tiefdruckrotation Albertina mit acht Druckwerken von der Firma Herget/Stuttgart übernommen. 1957 gründete Carl Andreas Beigs Sohn, Andreas Beig, das Wedel-Schulauer Tageblatt, 1965 das Quickborner Tageblatt und 1972 das Schenefelder Tageblatt. 1976 schaffte das Unternehmen eine 32-seitige Offsetrotation der Firma Albert, Frankenthal an. So konnten die Elmshorner Nachrichten erneut in Pinneberg gedruckt werden. Zudem gründete das Unternehmen das Anzeigenblatt Tageblatt – tip, das später in tip umbenannt und am 16. September 2012 zur Sonntagszeitung tip – Tageblatt am Sonntag gewandelt wurde. 1981 rüstete das Unternehmen erneut auf und schaffte die 32-seitige Offsetrotation Uniman der Firma MAN an, 1991 eine 48-seitige Offsetrotation Anilox Journal von Albert Frankenthal. 
Nachdem Andreas Beig 1980 gestorben war, übernahm dessen Sohn Dieter Beig die Geschäftsführung, bis er das Medienhaus 1993 an den Schleswig-Holsteinischen Zeitungsverlag sh:z in Flensburg (55 Prozent), Kieler Nachrichten (24 Prozent) und den Axel Springer Verlag (21 Prozent) verkaufte. 1999 erwarb das Medienhaus eine gebrauchte 48-seitige Offsetrotation OF7 der schweizerischen Firma Wifag. 2001 übernahm das Medienhaus die Barmstedter Zeitung sowie das Hamburger Wochenblatt Hallo Elbe, dessen Publikation wenige Jahre später eingestellt wurde. 
2004 wurde am Damm 9–19 eine neue, 14 Meter hohe Halle für eine MAN Roland Colorman XXL errichtet, die zu dem Zeitpunkt weltweit erste extrabreite Zeitungsrotation. Seit Januar 2008 ist der A. Beig-Verlag, ebenso wie der Schleswig-Holsteinische Zeitungsverlag sh:z und der Zeitungsverlag Schwerin, eine hundertprozentige Tochtergesellschaft der medien holding:nord GmbH mit Sitz in Flensburg. Am 1. Januar 2013 übernahm das Medienhaus die Elmshorner Nachrichten sowie im Februar 2016 rückwirkend zum Jahresbeginn die Uetersener Nachrichten nebst der ihr angeschlossenen Wochenblätter.

## Eigentümer
Der A. Beig-Verlag firmiert als A. Beig Druckerei und Verlag GmbH & Co. KG und ist eine Kommanditgesellschaft. Der A. Beig-Verlag ist ebenso wie der Schleswig-Holsteinische Zeitungsverlag sh:z eine 100-prozentige Tochtergesellschaft der medien holding:nord GmbH in Flensburg, die wiederum zur NOZ-Mediengruppe gehört.
Die Geschäftsführung besteht aus Stefan Berthold und Jens Masur.
Chefredakteure sind Gerrit Bastian Mathiesen und Jan Frederike Schönstedt.
Herausgeber sind Werner F. Ebke und der Verleger Jan Dirk Elstermann.

## Organisation
Der A. Beig-Verlag beschäftigt derzeit mehr als 100 fest angestellte Mitarbeiter. Außer den Geschäftsstellen und Lokalredaktionen an den Standorten Pinneberg, Wedel, Quickborn, Barmstedt, Elmshorn und Uetersen verfügt der A. Beig-Verlag am Standort Pinneberg über eine allgemeine Verwaltung, Disposition/Herstellung, Satztechnik, Anzeigenverkauf, Vertrieb und Lesermarketing, Technik, Rotation und Versand. Ebenso ist dort die Tochtergesellschaft VZG Zustellung und Versandhelfer ansässig.

## Galerie
Redaktionssitze:

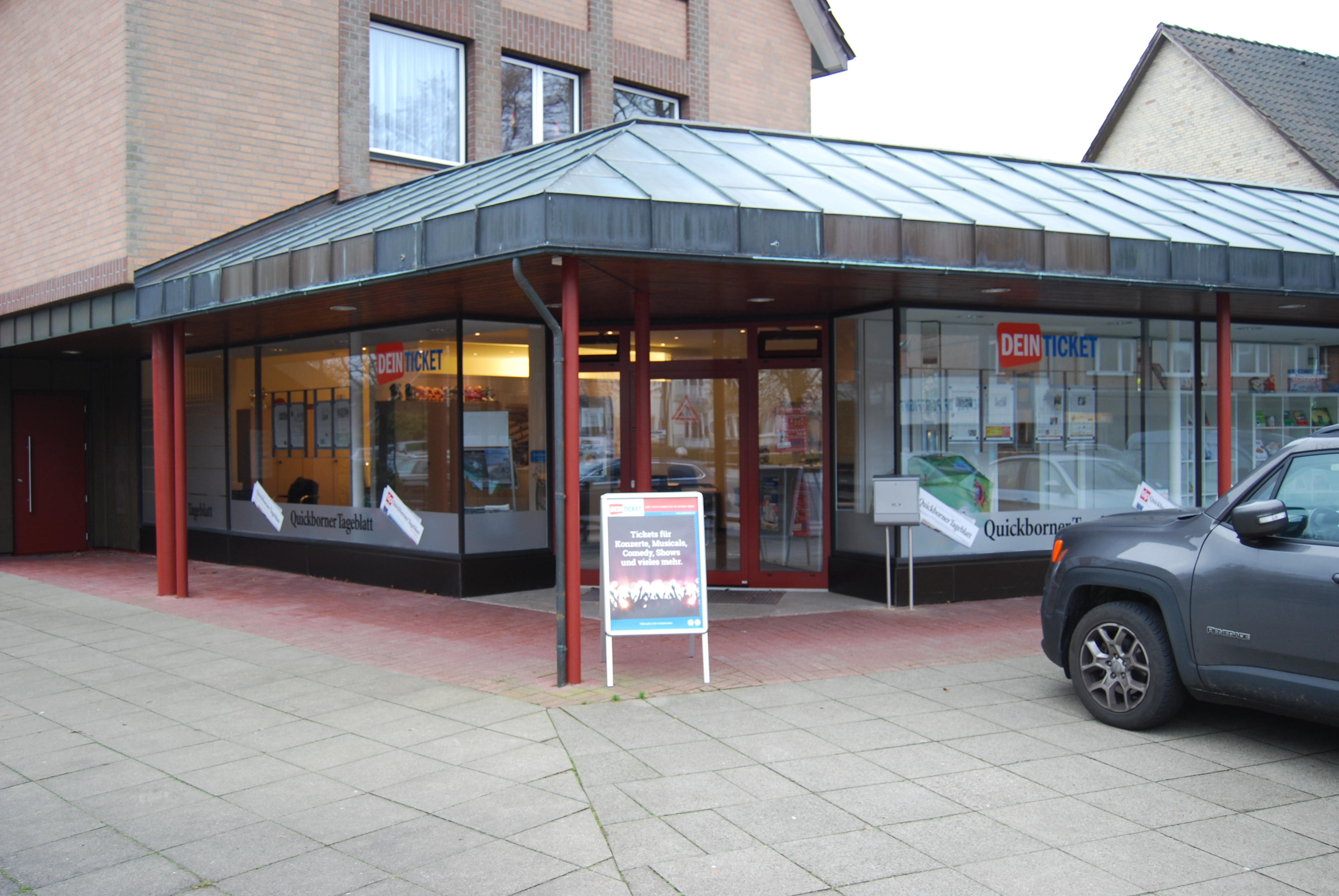
Quickborner Tageblatt in Quickborn, Dorotheenstraße 2
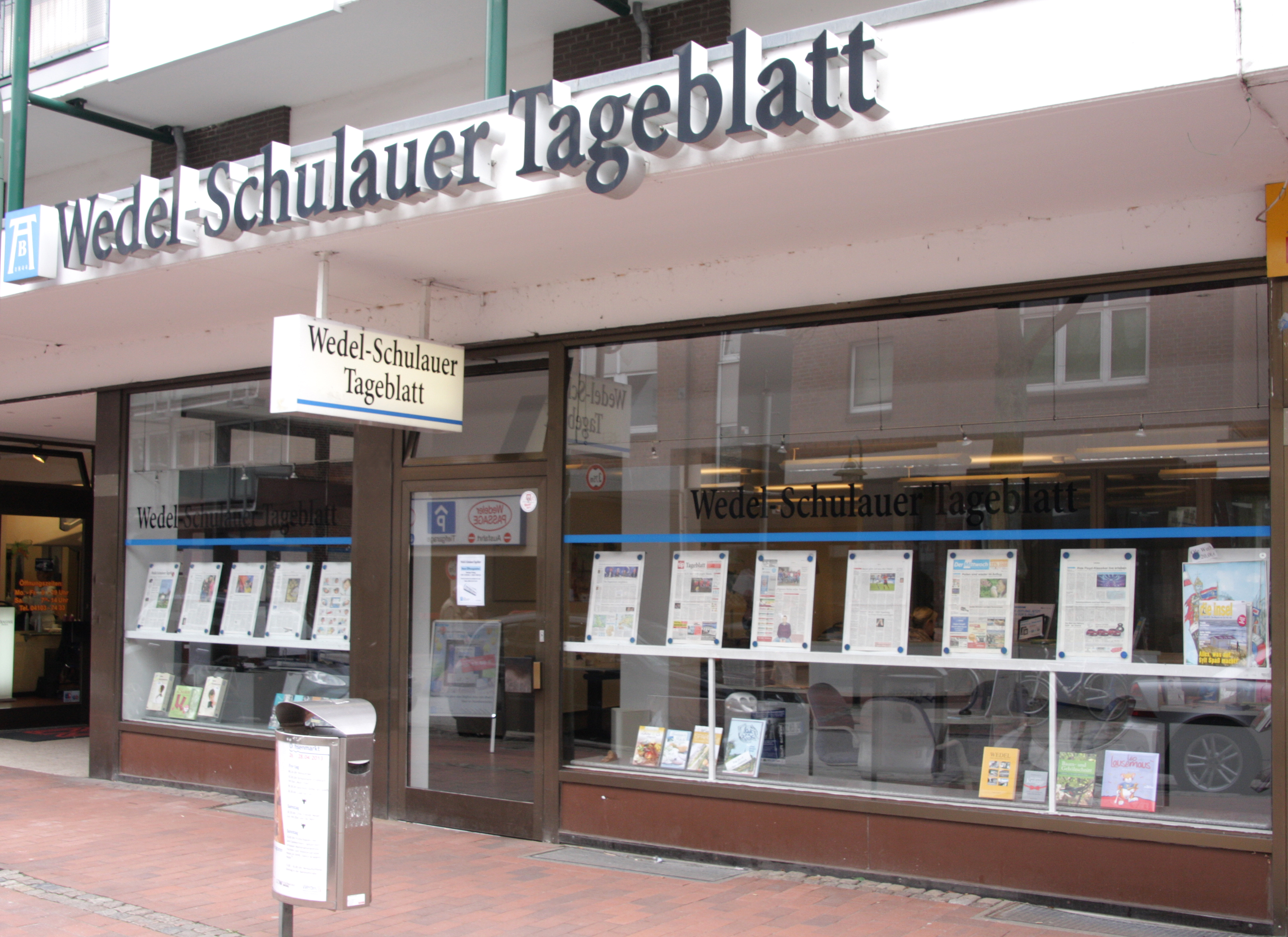
Wedel-Schulauer Tageblatt in Wedel, Feldstraße 3
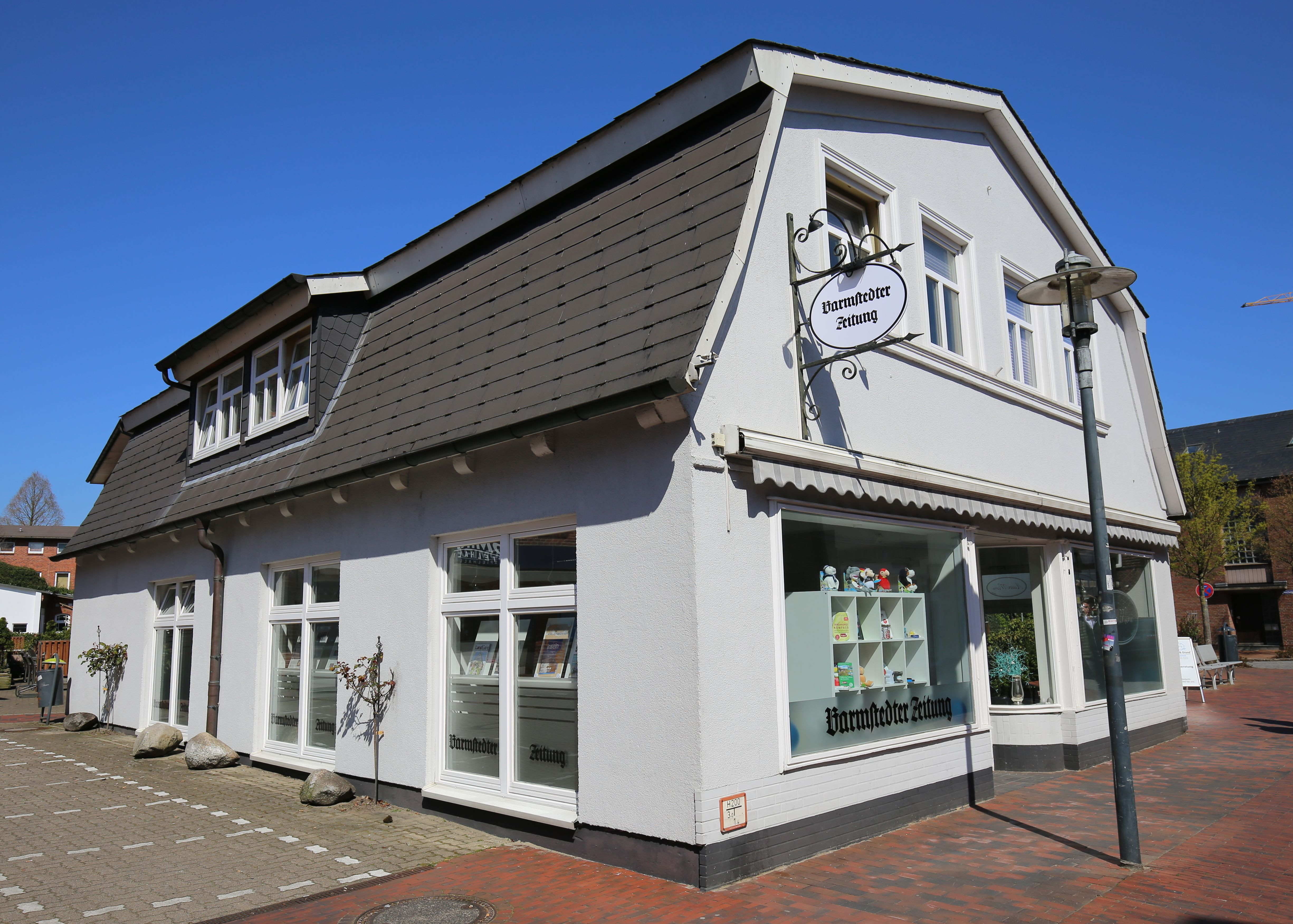
Barmstedter Zeitung in Barmstedt, Reichenstraße 7
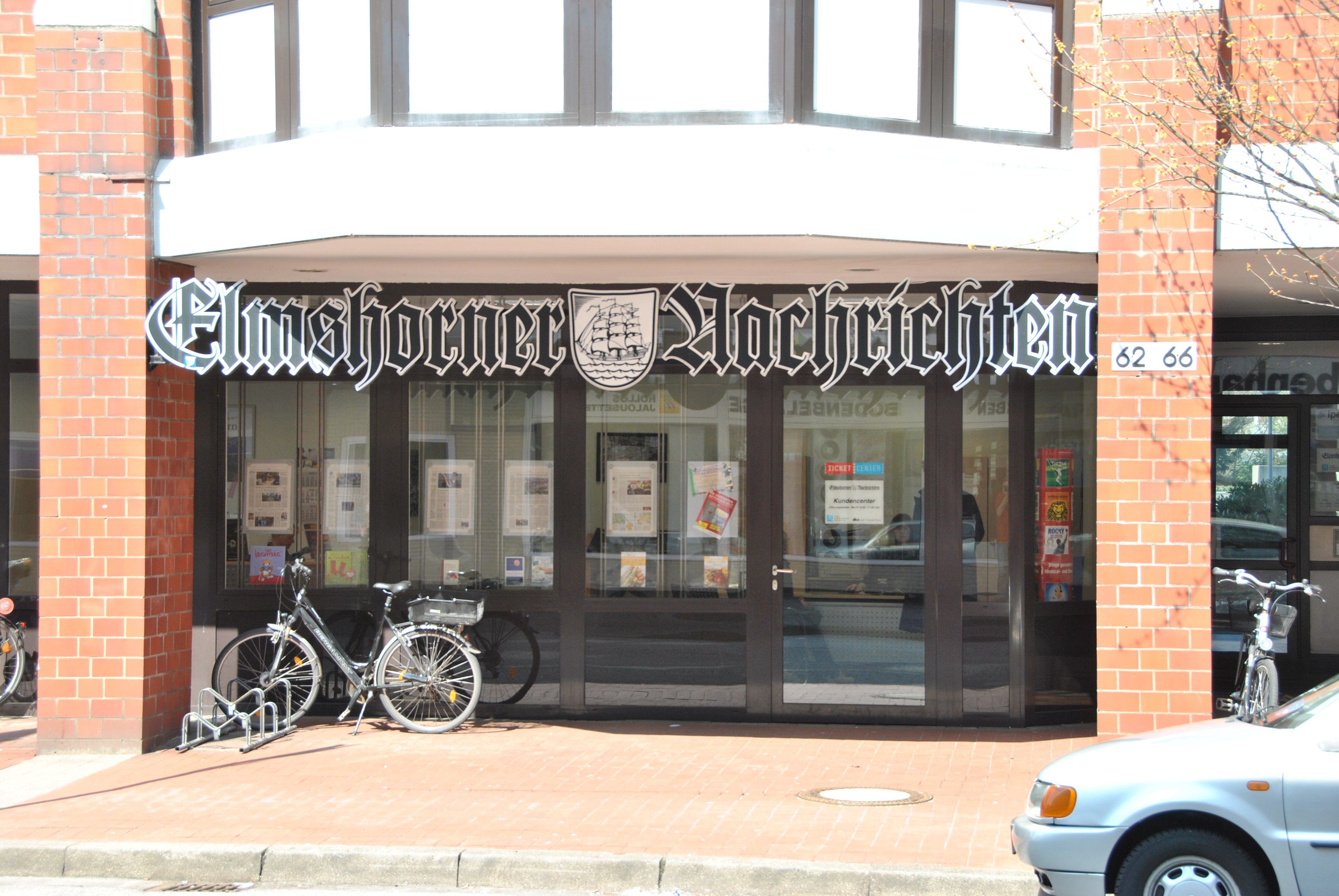
Elmshorner Nachrichten in Elmshorn, Schulstraße 13